# Benjamin Trott

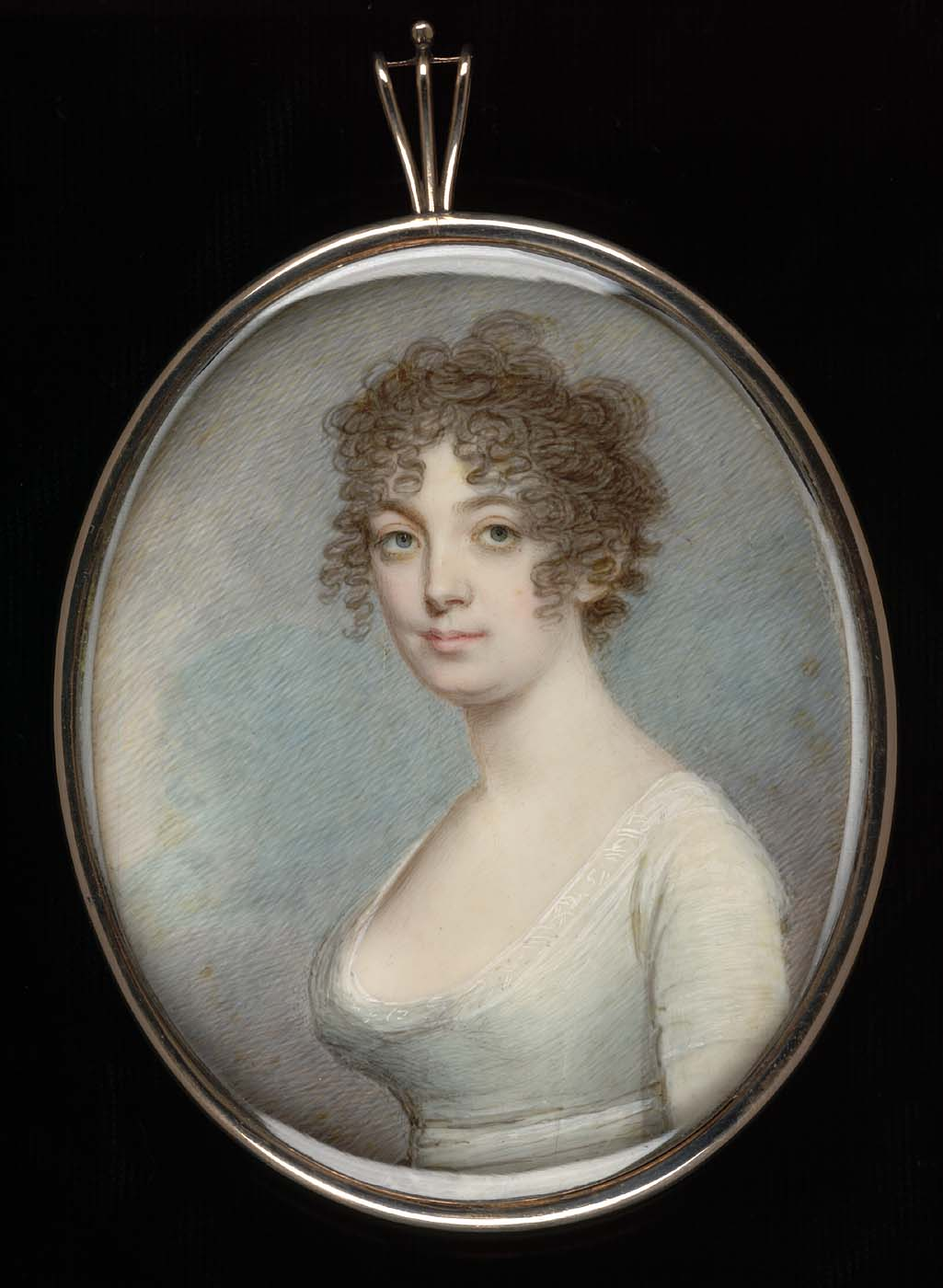
Benjamin Trott: Jane Stone (um 1805). Smithsonian American Art Museum

Benjamin Trott (* um 1770 in Boston, Massachusetts; † 27. November 1843 in Baltimore, Maryland) war ein amerikanischer Maler, der sich auf Miniaturporträts spezialisiert hatte.

## Leben
Benjamin Trott wurde um 1770 in Boston geboren. Über seine künstlerische Ausbildung ist wenig bekannt, vermutlich war er Autodidakt. Die ersten bekannten Gemälde von Benjamin Trott sind zwei 1793 in Virginia entstandene Ölporträts von ihm und William Lovett (1773–1801). Später im selben Jahr arbeitete Trott in Boston, wo er für seine Zeichenschule und seine Tätigkeit als Miniaturmaler warb. In New York City lernte er Gilbert Stuart (1755–1828) kennen. 1794 zog er mit ihm nach Philadelphia, wo er mehrere Miniaturporträts von Präsident George Washington malte. Damit trat er in direkten Wettbewerb mit Walter Robertson und Robert Field. Ab 1797 pendelte er zwischen New York City und Philadelphia hin und her und ließ sich schließlich 1806 in Philadelphia nieder. In seinen ersten Jahren in Philadelphia teilte er sich ein Atelier und später auch eine Wohnung mit Thomas Sully. Sie malten viele der gleichen Kunden – die Handelselite von Philadelphia – und Trotts Miniaturarbeiten ähnelten stilistisch Sullys Ölgemälden. Er unterrichtete an der Society of Artists und stellte dort sowie an der Pennsylvania Academy of the Fine Arts aus.

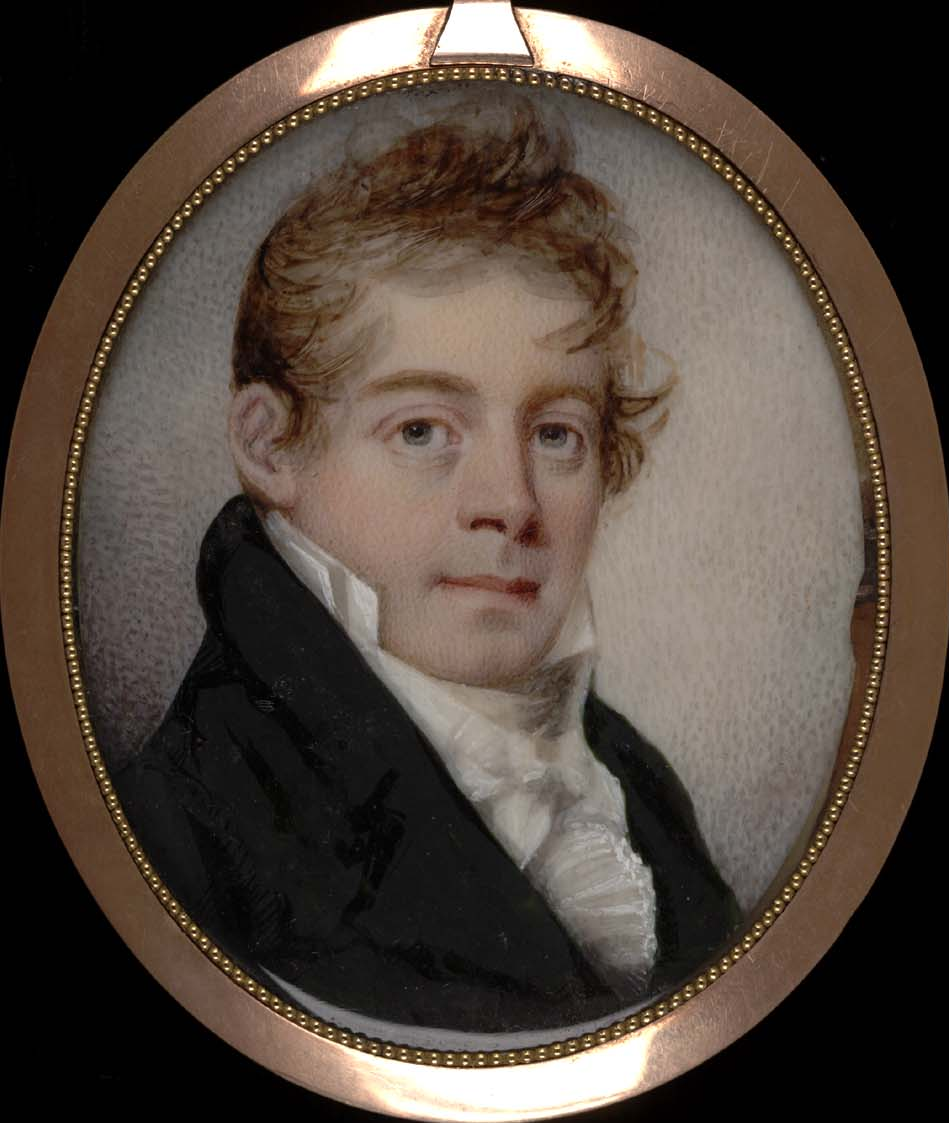
Benjamin Trott: John Cleves Short. Smithsonian American Art Museum

1819 zog er für kurze Zeit nach South Carolina, kehrte aber bald nach Philadelphia zurück. Später lebte er zeitweise in Newark, New York City und Boston, ab ca. 1840 dann in Baltimore. Trott war besessen von der Idee, dass andere Künstler über ein geheimes chemisches Verfahren zur Pigmentverarbeitung verfügten. Er widmete einen Großteil seines Lebens alchemistischen Experimenten. Seine letzten Ölgemälde sind nicht erhalten. Er starb am 27. November 1843 in Baltimore. Heute wird sein Werk in zahlreichen bedeutenden Sammlungen gezeigt, darunter im Smithsonian American Art Museum, in der National Portrait Gallery in Washington, D.C., in der Pennsylvania Academy of Fine Arts, im Metropolitan Museum sowie im Philadelphia Museum of Art.

## Werk

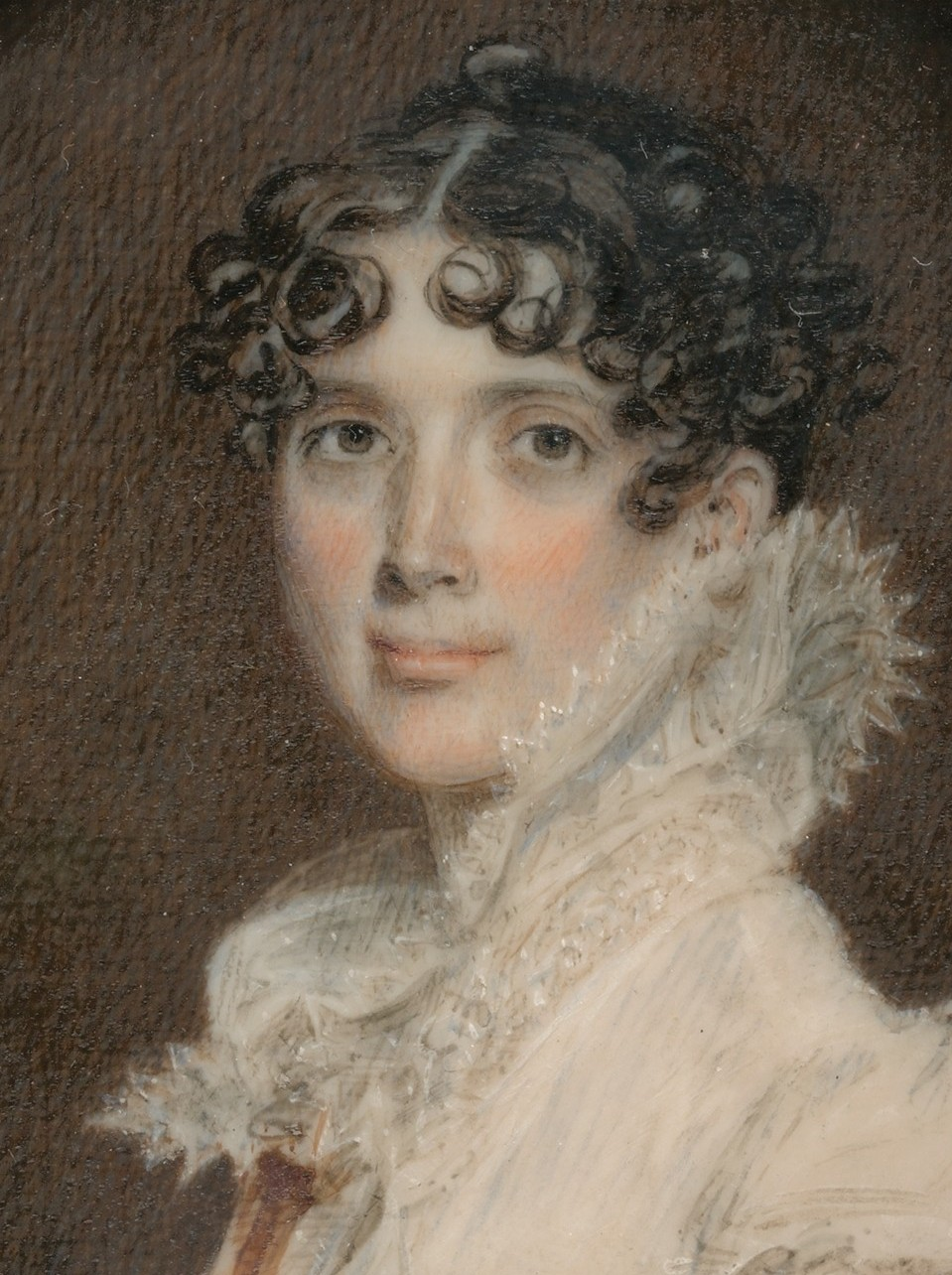
Benjamin Trott: Mrs. Nathaniel Chapman (Rebekah Biddle)

Benjamin Trott zählte zwischen 1793 und 1841 zu den führenden amerikanischen Malern von Miniaturporträts. Er schuf überwiegend Wasserfarbenminiaturen auf Elfenbein, die häufig Vorbildern von Gilbert Stuart nachempfunden waren. Stuart selbst bezeichnete Trott als seinen „besten und engsten“ Imitator. Trotts Technik zeichnete sich durch eine kräftige Farbführung aus. Oft bezog er das unbemalte Elfenbein in die Komposition mit ein, wodurch er natürliche Lichtreflexe erzeugte. Seine Hintergründe zeigten häufig Himmelstimmungen mit fließenden Weiß- und Blautönen. Zugleich wurde seine Pinselarbeit nach 1800 zunehmend flüssiger und dynamischer mit einem sicheren Farbauftrag. Seine besten Arbeiten entstanden zwischen 1800 und 1825. Später verlor sein Stil an Bedeutung und die Qualität seiner Arbeiten war nicht mehr konstant. Trotz seines Perfektionismus und seiner Rivalität mit anderen Künstlern blieb er ein herausragender Miniaturist der amerikanischen Frühzeit.